# Zielona (gmina Gródek)
Zielona – wieś w Polsce położona w województwie podlaskim, w powiecie białostockim, w gminie Gródek.
W latach 1921–1939 w województwie białostockim, w powiecie grodzieńskim, w gminie Hołynka.
W latach 1975–1998 miejscowość należała administracyjnie do województwa białostockiego.
Wierni prawosławni należą do parafii Podwyższenia Krzyża Świętego w Jałówce.